# Данмор (Ирландия)
Данмор (англ. Dunmore; ирл. Dún Mór, Дун-Мор) — деревня в Ирландии, находится в графстве Голуэй (провинция Коннахт). Центр одноимённой волости и общины.
У Данмора есть побратим —  Керрьен (англ. Querrien).

## Демография
Население — 614 человек (по переписи 2006 года). В 2002 году население было 594 человек.
Данные переписи 2006 года:
| Общие демографические показатели |               |                               |                               |      |      |
| Всё население                    | Всё население | Изменения населения 2002—2006 | Изменения населения 2002—2006 | 2006 | 2006 |
| 2002                             | 2006          | чел.                          | %                             | муж. | жен. |
| 594                              | 614           | 20                            | 3,4                           | 320  | 294  |